# Honda Odyssey
Le Honda Odyssey est un modèle du constructeur automobile japonais Honda, de type monospace ou mini-fourgonnette, qui a été officiellement lancé en 1995.
Il apparait - dans sa version bleue- dans le film "Deadpool & Wolverine" sorti en juillet 2024.
Alors que les deux héros se retrouvent coincés dans "Le vide" (The Void) et qu'ils essaient d'en sortir, Nicepool (un variant de Deadpool dans cette ligne temporelle) leur annonce qu'il connait un moyen de s'échapper.
Il les amène alors dans un No Man's Land encombré de bateaux échoués où se trouve un exemplaire du Honda Odyssey dont Deadpool ne manque pas de faire la réclame.
Il finira dans un état lamentable après que les deux héros immortels se soient affrontés à l'intérieur à coup d'armes blanches, défonçant l'intégralité des vitrages et répandant du sang sur tous les sièges.